# Eva Röse
Eva Röse, właśc. Eva Charlotta Röse (ur. 16 października 1973 w Vårbergu) – szwedzka aktorka filmowa.
Karierę rozpoczęła w programie dla dzieci Disneyklubben (Klub Disneya), emitowanym przez szwedzką telewizję. W 1994 rozpoczęła studia na uczelni University College of Acting w Sztokholmie, którą ukończyła w 1998. W czasie studiów w 1997 pojawiła się w epizodycznej roli w filmie Adam & Eva. Później zagrała m.in. w serialu Längtans blåa blomma oraz filmach Kopps, Storm, At göra en pudel, Gota kanal 2.